# Hans Stephan (Architekt)
Hans Stephan (* 2. Januar 1902 in Dramburg, Pommern; † 28. November 1973 in Berlin) war ein deutscher Architekt, der hauptsächlich in Berlin tätig war.

## Ausbildung
Nach dem Besuch des Gymnasiums in Neuwied begann Hans Stephan ein Architekturstudium an der Technischen Hochschule Charlottenburg. Nachdem er 1924 seine Diplom-Hauptprüfung abgelegt hatte, arbeitete er an dieser Hochschule als Assistent von Hermann Jansen, der dort Städtebau lehrte. Vier Jahre später legte er das zweite Staatsexamen ab und erhielt eine Stelle in der Hochbauverwaltung der Stadt Berlin. 

## Tätigkeit unter Albert Speer
Nachdem Stephan bis 1937 im Städtischen Planungsamt gearbeitet hatte, warb ihn Albert Speer in seiner Funktion als Generalbauinspektor für die Reichshauptstadt ab. Neben Rudolf Wolters und Willi Schelkes konzipierte Stephan als Abteilungsleiter die Neugestaltung Berlins und plante die Ost-West-Achse, neue Wohnsiedlungen und Gewerbegebiete sowie die Neustrukturierung des Verkehrswesens. Nach der Besetzung Norwegens 1940 war er im Auftrag des Generalbauinspektors als Berater für den Wiederaufbau der zerstörten Städte tätig. 1944 setzte Speer ihn in den 1943 eingerichteten Arbeitsstab für den Wiederaufbau bombenzerstörter Städte ein, wo er mit der Planung von Wohnbauten betraut wurde. Gleichzeitig erhielt er auch die Leitung der Wiederaufbauplanung Berlins sowie weiterer Städte in den Gauen Bayreuth und Hessen-Nassau.

## Nachkriegszeit
Unmittelbar nach dem Zweiten Weltkrieg wohnte Stephan bei Verwandten in Osterode am Harz und verbrachte dort einige Jahre als freier Architekt. Seine Schwester war die Schriftstellerin Hanna Stephan, wohnhaft in Osterode. In seinen Jahren in Osterode (er lebte zeitweilig im Stadtdorf Uehrde) verdiente sich Hans Stephan ein kleines Zubrot mit Portraitmalerei und Holzschnitten mit Motiven der Kernstadt Osterodes. Auch an der Nachgestaltung des zerstörten Kirchturms der Kirche St. Aegidien war er beteiligt. Ab 1948 arbeitete er trotz diverser Proteste wegen seiner früheren Tätigkeit für den GBI und seiner NSDAP-Zugehörigkeit wieder in Berlin: Zuerst in der Magistratsbauverwaltung aktiv, übernahm er 1953 die Leitung der Landes- und Stadtplanung beim Senator für Bau- und Wohnungswesen in West-Berlin und stieg 1956 zum Senatsbaudirektor auf. Dort war er planend an der Interbau 1957 beteiligt. 1960 trat er auf politischen Druck von seinem Amt als Senatsbaudirektor zurück, war aber weiterhin als freier Architekt in Berlin tätig.
Er veröffentlichte zahlreiche Beiträge über Städtebau und Verkehrsentwicklung in deutschen und internationalen Fachzeitschriften. Während seiner Zeit beim GBI fertigte er zahlreiche satirische Zeichnungen an, die sich teilweise recht bissig mit den Berliner Umgestaltungsarbeiten befassten. Hans Stephan starb am 28. November 1973 in Berlin.

## Schriften
- Wilhelm Kreis. Stalling, Oldenburg 1943.
- Die Baukunst im Dritten Reich, insbesondere die Umgestaltung der Reichshauptstadt. Junker und Dünnhaupt, Berlin 1939.
- Gründung einer neuen Stadt. In: Der soziale Wohnungsbau in Deutschland, Nr. 2 / 1942, S. 77–78.